# Partit Independent (Uruguai)
El Partit Independent (PI) és un partit polític socialdemòcrata i socialista cristià de l'Uruguai. Es va crear el 2003 com a resultat de les discrepàncies internes dintre del Nou Espai, que va apostar per unir-se a la causa del partit esquerrà Front Ampli.
L'objectiu original d'aquest nou partit i moviment polític, va ser crear una alternativa davant els partits tradicionals de la dreta, de la centredreta i de l'esquerra. Els militants del PI es consideren centristes, és a dir, moderats i aïllats de tendències de la dreta i de l'esquerra política d'altres moviments partidaris del país.
En les presidencials del 2004, en va obtenir l'1,84% dels vots. En aquesta oportunitat, el Partit Independent va obtenir-ne un lloc de representació a la Cambra dels Diputats. Va ser, així mateix, el quart partit polític més votat (després del Front Ampli, el Partit Nacional i el Partit Colorado).
Pel que fa a les presidencials del 2009, el PI torna a postular a Pablo Mieres com a candidat. Segons les darreres enquestes, el partit tindria una previsió de vot del 3%, la qual cosa li permetria obtenir-ne un senador i tres diputats, podent arribar a convertir-se en un actor decisiu en el proper període de govern.

## Resultats electorals

### Presidencials
| Any  | Candidat     | Vots     | %        | Vots     | %        | Resultat |
| Any  | Candidat     | 1a volta | 1a volta | 2a volta | 2a volta | Resultat |
| ---- | ------------ | -------- | -------- | -------- | -------- | -------- |
| 2004 | Pablo Mieres | 41,011   | 1.84%    | —        | —        | Derrota  |
| 2009 | Pablo Mieres | 57,360   | 2.49%    | —        | —        | Derrota  |
| 2014 | Pablo Mieres | 73,379   | 3.09%    | —        | —        | Derrota  |
| 2019 | Pablo Mieres | 23,580   | 1.01%    | —        | —        | Derrota  |
| 2024 | Pablo Mieres | 41,618   | 1.79%    | —        | —        | Derrota  |

### Eleccions legislatives
| Any  | Vots   | %     | Diputats | +/- | Senadors | +/- | Govern   | Pos. |
| ---- | ------ | ----- | -------- | --- | -------- | --- | -------- | ---- |
| 2004 | 41,011 | 1.84% | 1 / 99   | Nou | 0 / 30   | Nou | Oposició | 4t   |
| 2009 | 57,360 | 2.49% | 2 / 99   | 1   | 0 / 30   | =   | Oposició | = 4t |
| 2014 | 73,379 | 3.09% | 3 / 99   | 1   | 1 / 30   | 1   | Oposició | = 4t |
| 2019 | 26,313 | 1.01% | 1 / 99   | 2   | 0 / 30   | 1   | Coalició | 7è   |
| 2024 | 41,618 | 1.79% | 1 / 99   | =   | 0 / 30   | =   |          | 6è   |